# Citroën C3 Aircross
Citroën C3 Aircross designa dos SUV producido por el fabricante francés Citroën. La primera es la versión brasileña basada en el C3 Picasso, y el segundo corresponde a un SUV urbano lanzado en 2017 para reemplazar al propio C3 Picasso y que se fabrica en la factoría de Opel en Figueruelas junto al Opel Crossland X, con quien comparte la plataforma y los motores, que son las mismas del Peugeot 2008.

## Citroën C3 Aircross Sudamérica 2010
En 2010 se comienza a producir en Brasil el C3 Aircross, sobre la carrocería del C3 Picasso europeo pero con detalles estéticos más camperos.

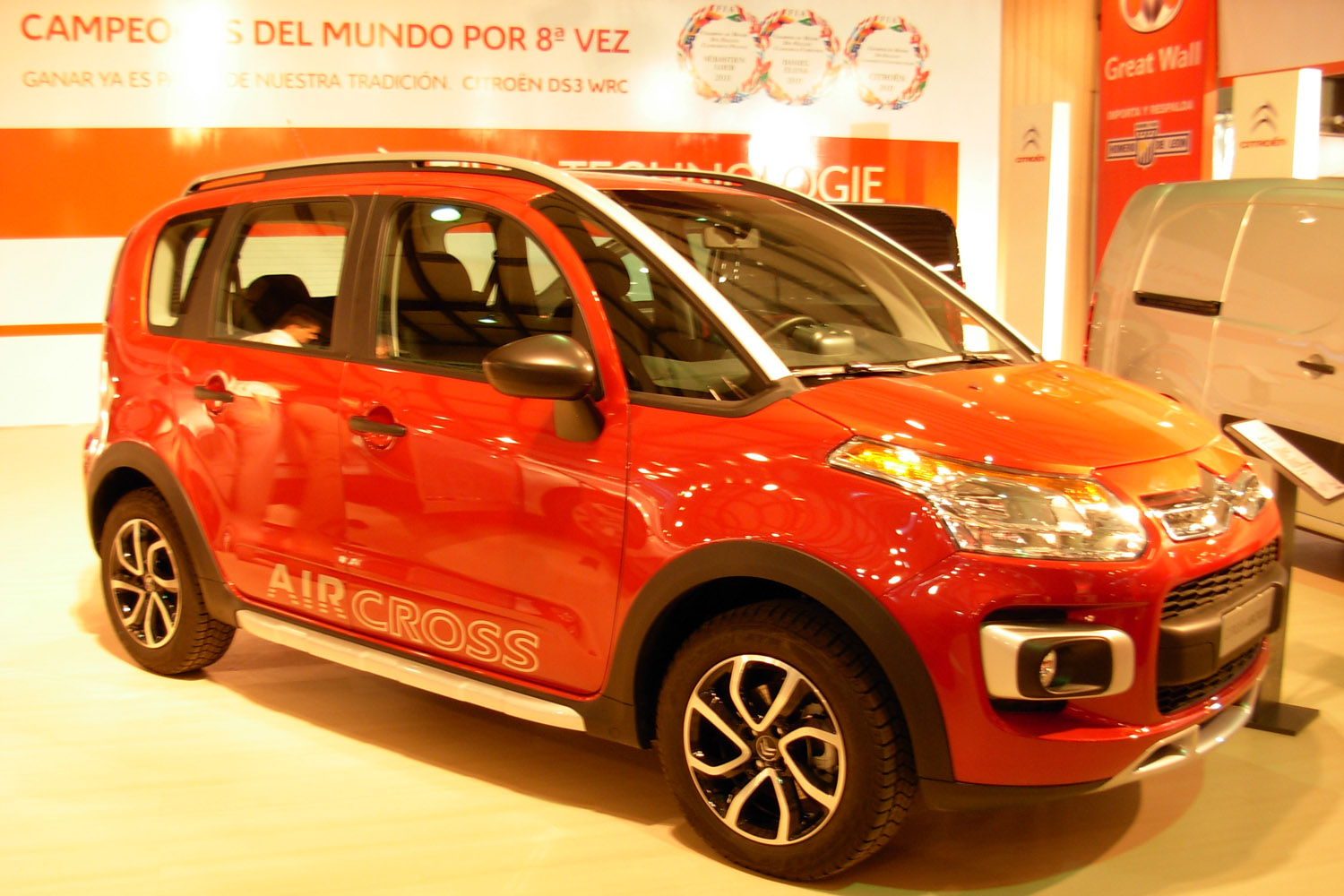
Citroën C3 Aircross 2010, vista frontal
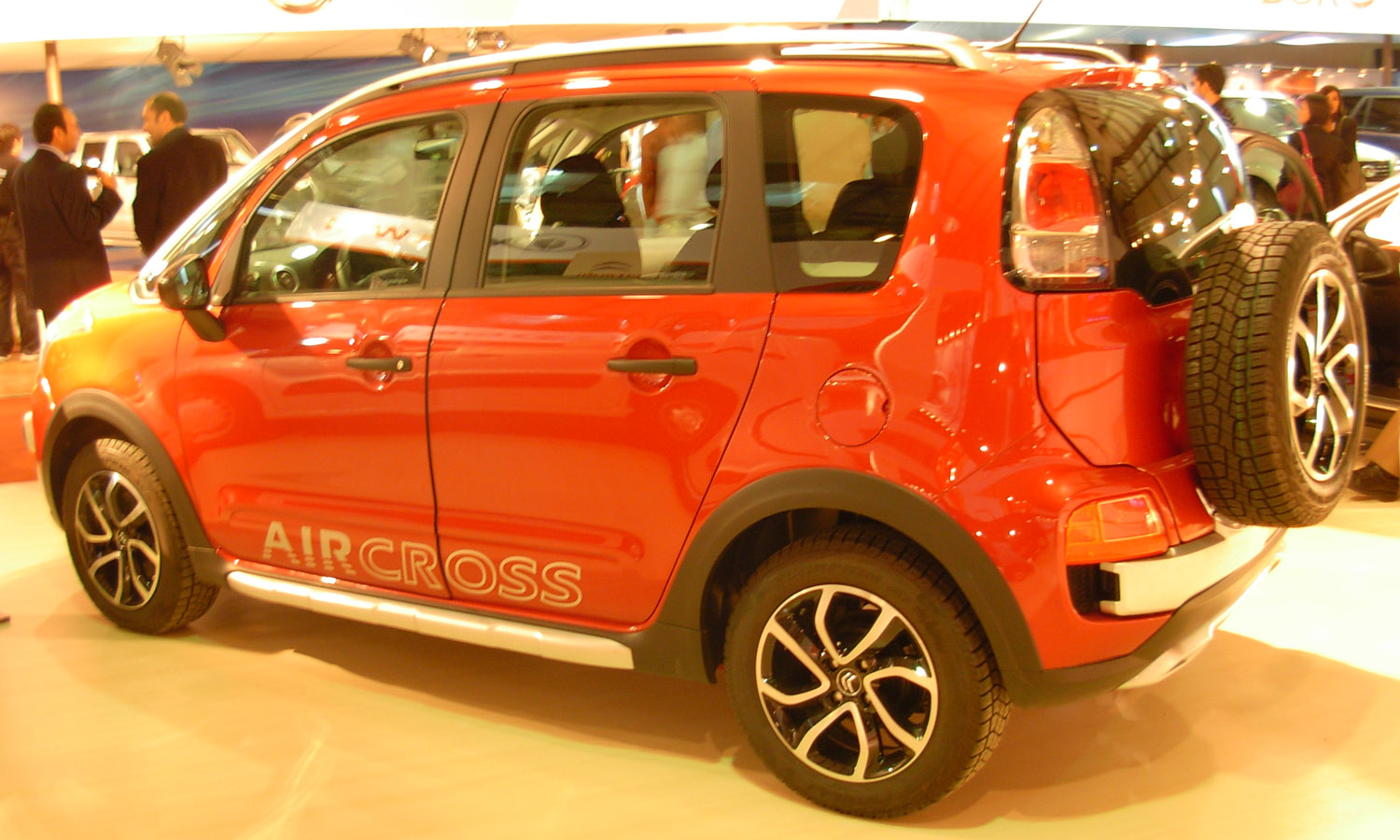
Citroën C3 Aircross 2010, vista trasera
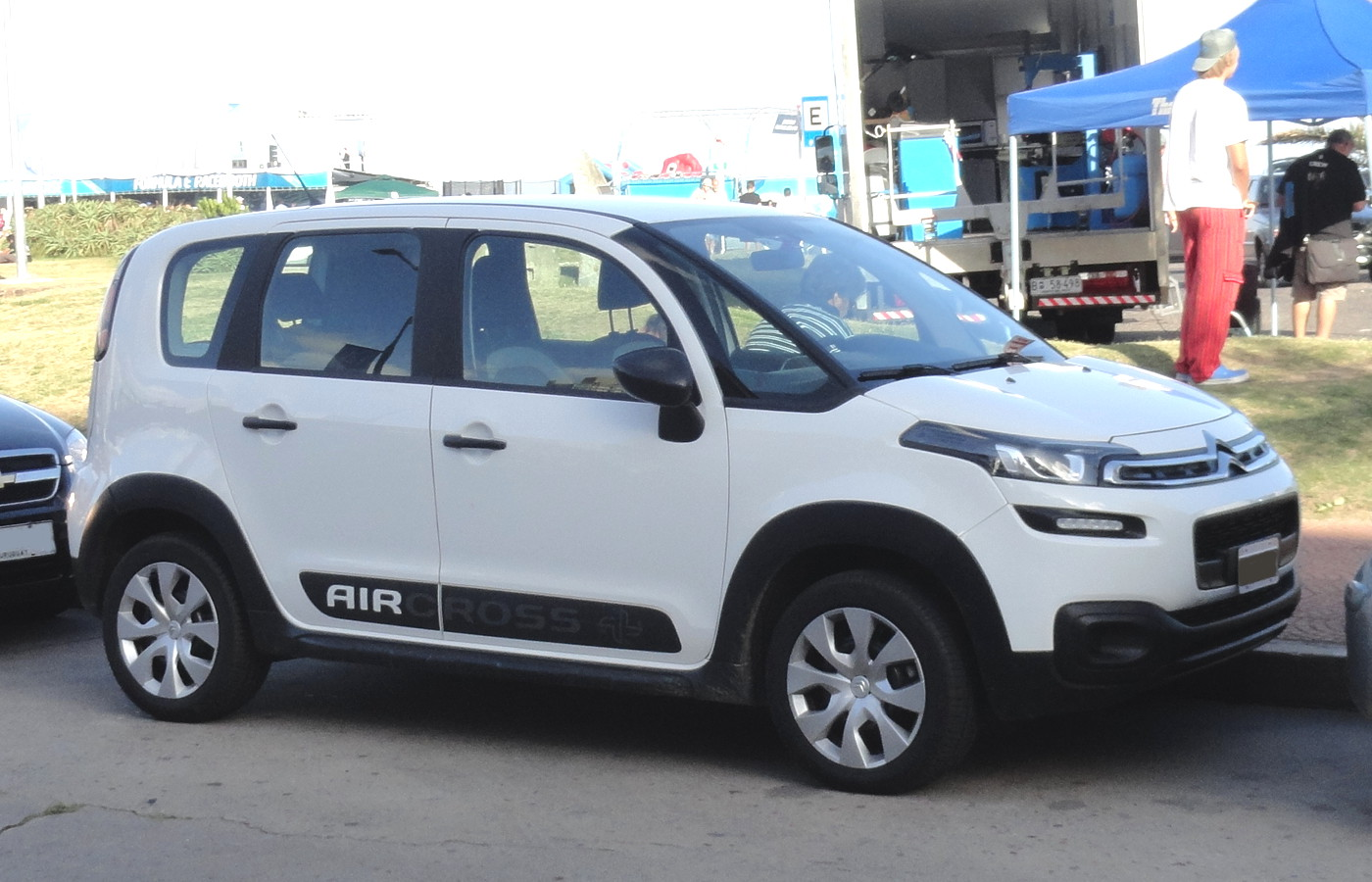
Citroën C3 Aircross 2016, vista frontal
Citroën C3 Aircross 2016, vista trasera

## Citroën C3 Aircross 2017
Será el primer SUV urbano Citroën. Se presentó el 12 de junio de 2017 en París y se comercializará a partir de octubre del mismo año. Fue anunciado como el prototipo C-Aircross, presentado en el Salón de Ginebra 2017.
Comparte su desarrollo, plataforma y muchos componentes con Opel Crossland X, que sustituye al Opel Meriva, siguiendo el acuerdo de colaboración de 2012 entre PSA y General Motors. El diseño ha sido dirigido por Pierre Authier, armonizando con el la nueva estética del resto de la gama Citroën.
La gama del C3 Aircross está formada por 3 niveles de equipamiento (Live, Feel y Shine), 85 posibles combinaciones de color entre la carrocería y el techo, 4 ambientes para el habitáculo y seis motores. Las mecánicas son tres propulsores de gasolina de tres cilindros y 1,2 litros en variantes de atmosférica de 82cv y dos turbo de 110 y 131 cv, y dos de gasoil de cuatro cilindros y 1,6 litros en variantes de 99 o 120 CV. Según la versión, el cambio manual es de 5 y seis velocidades y la de 110 se podrá adquirir con la caja automática EAT6. Los diésel son con cambio manual de 5 velocidades en el de 100 caballos y de seis relaciones en el de 120.
La versión rediseñada del C3 Aircross se presenta el 12 de febrero de 2021.

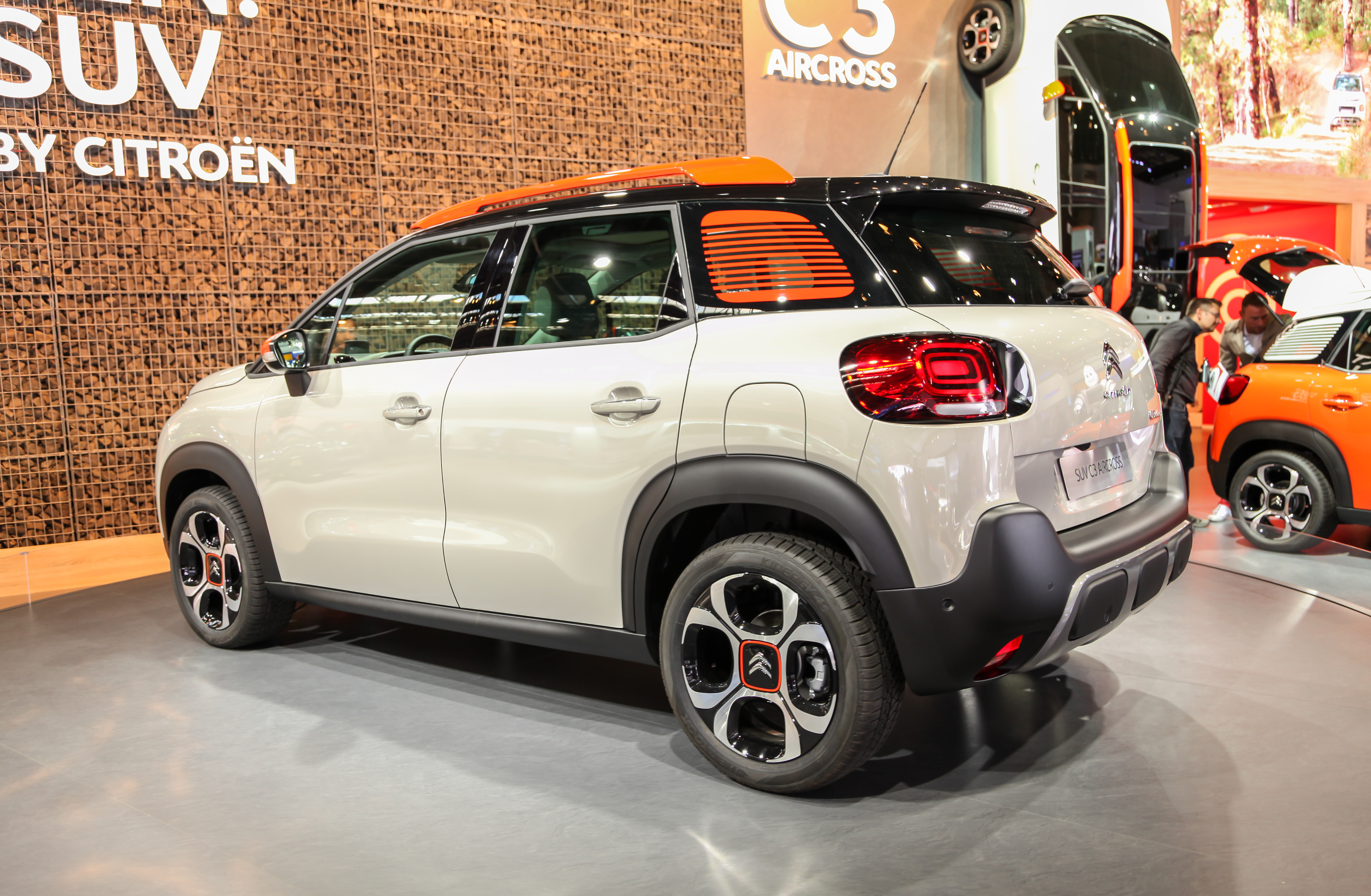
Zaga del C3 Aircross 2017.
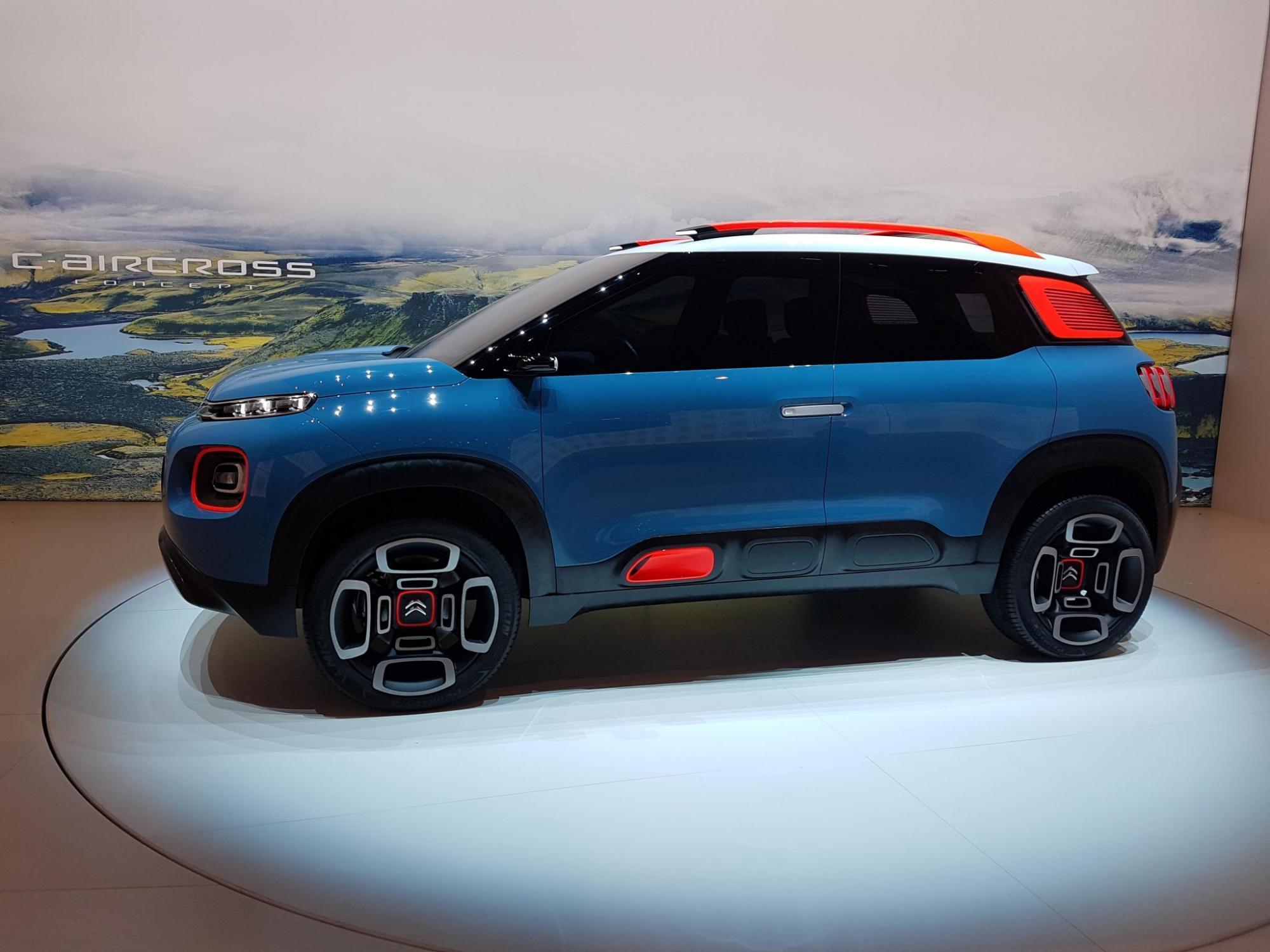
C Aicross concept del cual surgió el nuevo modelo.
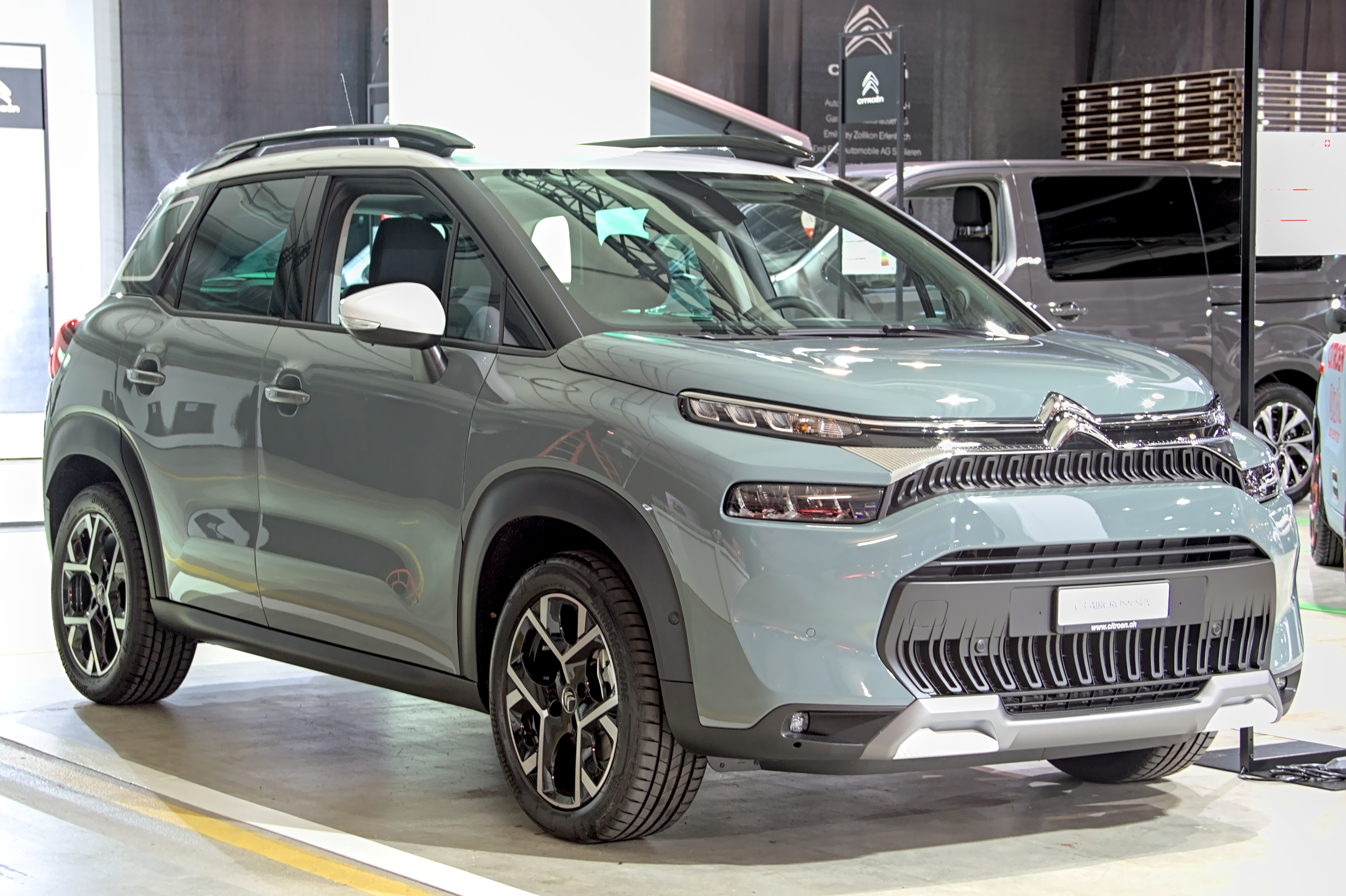
Rediseño frontal del C3 Aircross de 2021
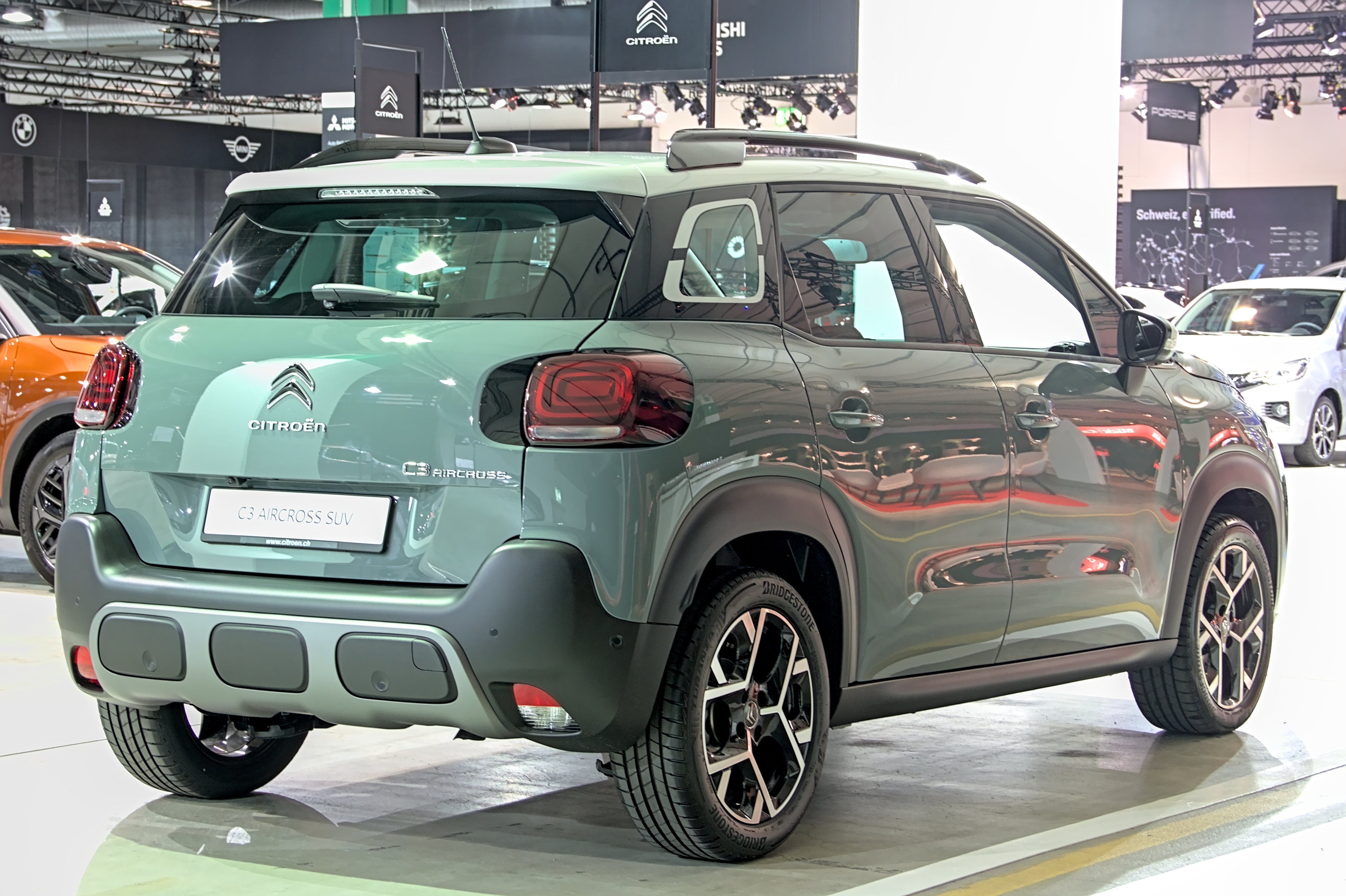
Rediseño de la zaga del C3 Aircross de 2021

## Seguridad

### Latin NCAP
En 2024, el C3 Aircross en su versión latinoamericana más básica obtuvo una calificación de 0 estrellas de Latin NCAP (similar a Euro NCAP 2014).